# Mark Jackson (Schauspieler)
Mark Jackson (* 23. August 1982) ist ein britischer Schauspieler und bekannt für seine Rolle als Isaac aus The Orville (seit 2017).

## Leben
Mark Jackson wurde am 23. August 1982 in Rotterdam, Niederlande, geboren. Seine Eltern sind Briten. Seine Mutter ist Jill Cornelius, eine Krankenschwester aus Coventry, sein Vater Andy Jackson ist ein Ingenieur aus Birkenhead. Er hat eine jüngere Schwester namens Danielle, die als Umweltspezialistin arbeitet. Jackson hat einen Wohnsitz in London und Los Angeles.

## Karriere
Jacksons erste Rollen waren in That Peter Kay Thing und zwei Folgen in der ITV-Serie The Royal Today. Seit 2017 hat er eine durchgehende Rolle in The Orville auf Fox / Hulu. Weiterhin trat er im Theater auf in War Horse und One Man, Two Guvnors, produziert am Royal National Theatre. Mit diesen Stücken ging er später auf internationale Tournee.

## Filmografie
| Jahr       | Titel                           | Rolle           | Anmerkungen                            |
| ---------- | ------------------------------- | --------------- | -------------------------------------- |
| 2000       | That Peter Kay Thing            | Alan            | Miniserie, Folge 1x01                  |
| 2007       | Shadowed                        | Brian           | Kurzfilm                               |
| 2008       | The Royal Today                 | Gavin Peacock   | Fernsehserie, Folge 1x49–1x50          |
| 2011       | Let Me In                       | Soul            | Kurzfilm                               |
| 2013       | The Kissing Bouth               | Johonny         | Direct-to-Video                        |
| 2013       | Peppermint                      | Sebastian       | Kurzfilm                               |
| seit 2017  | The Orville                     | Isaac           | Fernsehserie, 36 Folgen Hauptbesetzung |
| 2017, 2019 | Planetary Union Network         | als sich selbst | Podcast Serie, Folge 1x09, 2x06        |
| 2018       | The Man Cave Chronicles Podcast | als sich selbst | Podcast Serie                          |
| 2022       | Courageous Nerd                 | als sich selbst | Podcast Serie, Folge 3x26              |